# Stanisław Laskowski (profesor)
Stanisław Laskowski (ur. 9 lutego 1911 w Sopuńkach k. Lidy, zm. 11 września 1982 w Szczecinie) – polski profesor nauk rolniczych, nauczyciel akademicki

## Życiorys
Stanisław Laskowski studiował na Wydziale Rolniczym Uniwersytetu im. Stefana Batorego w Wilnie, w 1939 został inżynierem, a  w 1946 – magistrem. Pracował w Katedrze Szczegółowej Uprawy Roli jako dyrektor Rolniczej Stacji Doświadczalnej w Bieniakowicach (1939-1945), jako inspektor doświadczalnictwa w Izbie Rolnej w Gdańsku, kierownik Wydz. Nauki i Oświaty Roln. w Woj. Oddz. „Samopomocy Chłopskiej” w Gdańsku, inspektor łąkarstwa PGR, naczelnik Wydz. Rolnego w Bydgoszczy (1945-1950). W latach 1950-1952 był zatrudniony jako adiunkt w Katedrze Uprawy Roślin Wydziału Agrotechnicznego Politechniki Gdańskiej. W 1952 otrzymał stopień naukowy doktora na Politechnice Gdańskiej. W w latach 1952-1960 pracował jako kierownik naukowy Rolniczego Rejonowego Zakładu Doświadczalnego w Starym Polu. W 1957 został mianowany na stanowisko profesora i kierownika Katedry Ogólnej Uprawy Roli i Roślin w Wyższej Szkole Rolniczej w Szczecinie. Stopień doktora habilitowanego otrzymał w 1960 na Wydziale Rolniczym Wyższej Szkole Rolniczej we Wrocławiu na podstawie rozprawy Regionalizacja przyrodniczo-rolnicza na Żuławach Wiślanych. Tytuł profesora nadzwyczajnego otrzymał w 1971, a profesora zwyczajnego – w 1976. W latach 1957–1975 był członkiem Rady Naukowo-Ekonomicznej w Gdańsku i Szczecinie. Brał udział w pracach Zespołu Ekspertów ds. Puław. Pełnił funkcję prorektora ds. nauki i współpracy z gospodarką narodową w Akademii Rolniczej w Szczecinie (1975–1978), a także dyrektora Instytutu Uprawy Roli i Roślin na Wydziale Rolniczym (1971–1978). W latach 1961-1966 był kierownikiem uczelnianego Ośrodka Rozwoju Postępu Technicznego w Rolnictwie. Na emeryturę przeszedł w 1979.
Profesor Stanisław Laskowski został pochowany na Cmentarzu Centralnym w Szczecinie (kw. PL1K7/5/19). Miał żonę i 1 dziecko.

## Praca naukowo-dydaktyczna
Profesor Stanisław Laskowski zajmował się regionalizację rolnictwa na Pomorzu Gdańskim, Środkowym i Szczecińskim – prace z tego zakresu stanowiły jedną z podstaw planistyki województw pomorskich oraz określały perspektywiczne zadania produkcyjne, uprawę i zagospodarowanie mad na Żuławach Wiślanych. Przedstawił koncepcję rozwoju rolnictwa na Pomorzu i jego rekonstrukcji organizacyjno-technicznej w okresie objętym planem perspektywicznym oraz uprawą i zagospodarowaniem gleb lekkich. Zajmował się uprawą roli, gleb lekkich, nawożenia organicznego, stosowania międzyplonów, zmianowań jako elementów zwiększania żyzności i urodzajności. Prace dotyczące stosowania poplonów jako elementu intensyfikującego produkcję rolniczą na glebach lekkich zostały wyróżnione nagrodą ministra w 1979. Opublikował ponad 100 rozpraw i prac naukowych. Jako nauczyciel akademicki prowadził wykłady i seminaria z zakresu uprawy roli i roślin dla studentów Wydziału Rolniczego i Oddziału Mechanizacji Rolnictwa, podkreślając w nich celowość wyróżniania regionalnej specyfiki, uzależnionej od warunków ekologicznych. Wypromował 11 doktorów i 150 magistrów oraz był inicjatorem i opiekunem 5 prac habilitacyjnych.  

## Wybrane publikacje
- Regionalizacja przyrodniczo-rolnicza na Żuławach Wiślanych (delty Wisły). „Zesz. Nauk. WSR w Szczecinie” 1961, 6, s.3-107[6]
- Dobór stanowiska pod buraki pastewne i jego wpływ następczy w ogniwie zmianowania. „Zesz. Nauk. WSR w Szczecinie” 1967, 25, s.55-58 (wsp. Stanisław Żurański)[13]
- Porównanie działania wsiewki, poplonu ścierniskowego i uprawy pożniwnej w ogniwie zmianowania. „Zesz. Nauk. WSR w Szczecinie”  1967, 25, s.52-55[14]
- Rolnictwo Pomorza w latach 1946-1980. PWRiL Warszawa 1969, 361 ss.
- Studia nad siewem rzędowym. PWN Warszawa 1972. Szczec. Tow. Nauk. Wydz. Nauk Przyr.-Roln., 38, 2, s.45 ss. (wsp. Krystyna Konecka, Stanisław Żurański)
- Wpływ metod sprzętu pszenicy ozimej na stopień uszkodzenia ziaren oraz wartość materiału siewnego. „Biul. IHAR” 1980, 138, s.77–90 (wsp. Krystyna Konecka, Edward Grabikowski)[15]
- Powstawanie i rozwój oraz właściwości gleb aluwialnych doliny środkowej Odry. „Zesz. Nauk. Akademii Rolniczej we Wrocławiu” 1986, Rozprawy nr 56, 68 ss.

## Odznaczenia i nagrody[11]
- Krzyż Kawalerski Orderu Odrodzenia Polski
- Złoty Krzyż Zasługi
- Medal 10-lecia Polski Ludowej
- Medal 30-lecia Polski Ludowej
- Odznaka „Zasłużony Pracownik Rolnictwa”
- Odznaka „Zasłużony Ziemi Gdańskiej”
- Medal „Zasłużony dla Akademii Rolniczej w Szczecinie”[16]
- kilka nagród Ministra Nauki, Szkolnictwa Wyższego i Techniki